# Brad Ausmus
Bradley David Ausmus (né le 14 avril 1969 à New Haven, Connecticut, États-Unis) est un receveur de baseball à la retraite qui a joué dans les Ligues majeures de 1993 à 2010.
Comme joueur, il fut récipiendaire de trois Gants dorés et a participé à un match des étoiles du baseball majeur. Il est le joueur ayant disputé le plus grand nombre de parties en carrière (1 259) à la position de receveur pour la franchise des Astros de Houston.
Il est manager des Tigers de Détroit durant quatre saisons, de 2014 à 2017.

## Carrière

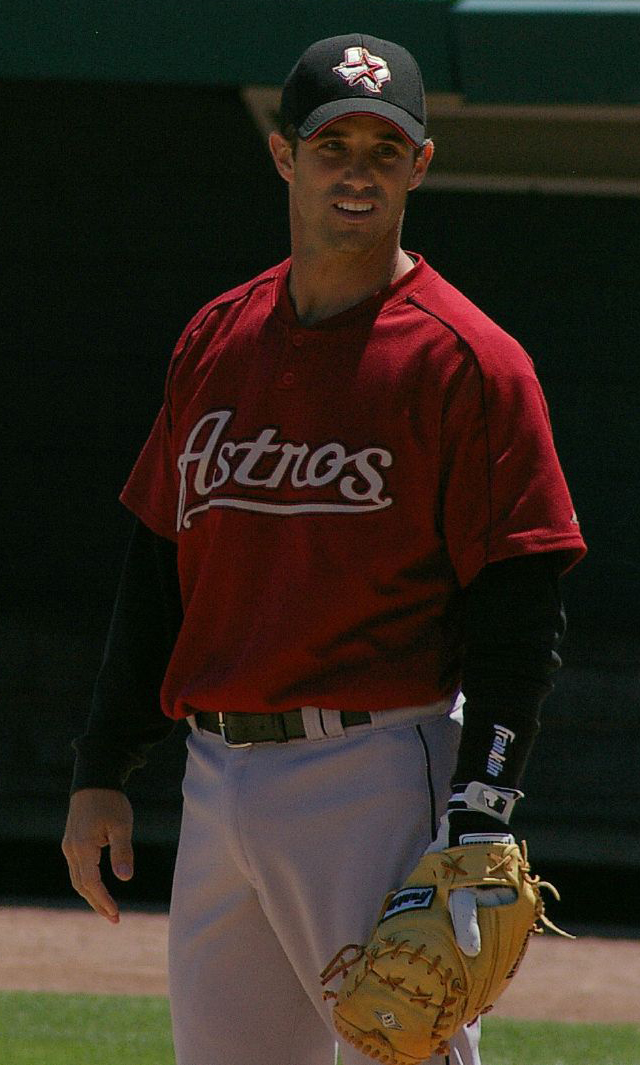
Brad Ausmus joue en 2006 pour les Astros de Houston.

Brad Ausmus est repêché en 48e ronde par les Yankees de New York en 1987. Alors qu'il évolue en ligues mineures, il est laissé sans protection par les Yankees au repêchage d'expansion de 1992, préparant la venue des Marlins de la Floride et des Rockies du Colorado dans la Ligue nationale de baseball en 1993. Par conséquent, Ausmus est le 54e joueur réclamé lors de cette procédure spéciale tenue le 17 novembre 1992 et devient membre des Rockies.
Ces derniers envoient le receveur dans les mineures et l'échangent aux Padres de San Diego le 26 juillet 1993 avec Doug Bochtler et Andy Ashby pour acquérir Bruce Hurst et Greg Harris. C'est avec les Padres que Ausmus dispute son premier match dans les majeures le 28 juillet 1993. Il s'impose en 1995 avec une moyenne au bâton de ,293 en 103 parties jouées, mais déçoit la saison suivante et les Padres le transfèrent aux Tigers de Detroit le 18 juin 1996.
Après avoir complété la saison à Detroit, Ausmus passe aux Astros de Houston dans un échange à 9 joueurs. Après deux saisons comme receveur principal des Astros, il est cédé de nouveau aux Tigers, avec qui il établit un record personnel de 54 points produits en 1999 et reçoit sa première invitation au match des étoiles. En 2000, il affiche son plus haut total de coups sûrs en une année (139).
Devenu agent libre à la conclusion de la saison de baseball 2000, Ausmus signe un contrat avec les Astros de Houston. Il y passe 8 saisons et mérite 3 Gants dorés pour ses qualités défensives (en 2001, 2002 et 2006). Il participe aux séries éliminatoires avec l'équipe en 1997, 1998, 2001, 2004 et 2005. Houston est champion de la Ligue nationale en 2005 mais s'incline en Série mondiale face aux White Sox de Chicago, dans une finale au cours de laquelle Ausmus frappe 4 coups sûrs en 4 parties.
Ausmus signe un contrat comme agent libre avec les Dodgers de Los Angeles et y joue les saisons 2009 et 2010, les deux dernières de sa carrière. Avant la saison 2010, il n'avait jamais été inscrit sur la liste des joueurs blessés. Il apparaissait au 5e des joueurs en activité ayant disputé le plus grand nombre de matchs dans la MLB sans jamais s'être absenté pour des raisons médicales. Après 1 951 parties jouées, il se retrouve pour la première fois sur la liste des blessés le 10 avril 2010, en raison d'un nerf coincé dans le bas du dos.
Il joue son dernier match le 3 octobre 2010. En 1 971 parties jouées dans le baseball majeur, Brad Ausmus compte 1579 coups sûrs, 80 circuits, 607 points produits, 718 points marqués, 270 doubles, 102 buts volés et affiche une moyenne au bâton de ,251. Au moment de sa retraite, il est septième dans l'histoire pour le nombre de parties jouées à la position de receveur dans les ligues majeures, avec 1938 matchs derrière le marbre.

### Après sa carrière de joueur
Ausmus devient en novembre 2010 assistant au directeur général des Padres de San Diego.
À l'automne 2012, Ausmus est candidat au poste de gérant des Red Sox de Boston mais l'équipe choisit plutôt John Farrell.
Toujours à l'emploi des Padres, Ausmus dirige en 2012 l'Équipe d'Israël de baseball au Tournoi de qualification de la Classique mondiale de baseball 2013.

#### Tigers de Détroit

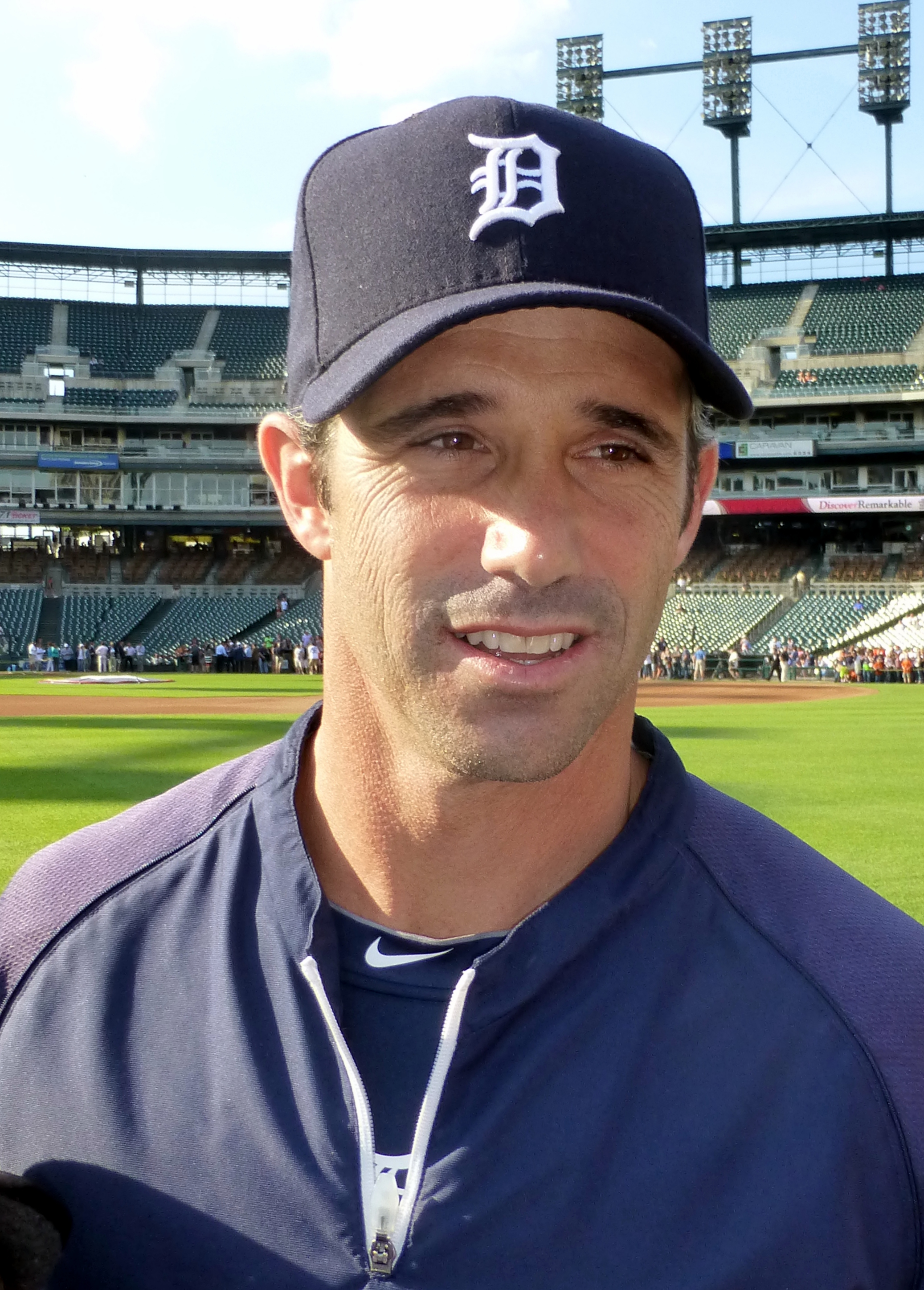
Brad Ausmus en 2014.

Le 3 novembre 2013, il devient le 38e gérant de l'histoire des Tigers de Détroit. Il succède à Jim Leyland, qui a laissé son poste après 8 saisons. Malgré le changement aux commandes, les Tigers maintiennent le même niveau d'excellence et remportent 90 victoires contre 72 défaites en 2014, pour remporter le titre de la division Ouest de la Ligue américaine une quatrième fois de suite, du jamais vu dans l'histoire de la franchise. L'aventure en séries éliminatoires est toutefois fort brève, puisque les Tigers perdent trois matchs consécutifs et la Série de division qui les oppose aux Orioles de Baltimore.
Après 4 titres de division consécutifs, les Tigers glissent en 2015 et connaissent leur première saison perdante depuis 2008. Le 11 septembre 2015, le Detroit Free Press rapporte que Ausmus sera congédié avant le début de la saison 2016. Ausmus se retrouve donc en situation délicate, lorsque le nouveau directeur général des Tigers, Al Avila, ne réfute pas la rumeur et répond aux médias que le sort du gérant ne sera décidé qu'au terme de la saison 2015. À 8 jours de la fin de la saison, Avila confirme le 26 septembre que Brad Ausmus sera de retour à la barre du club en 2016. Avec 86 victoires et 75 défaites en 2016, les Tigers sont compétitifs et prennent le second rang de la division Centrale de la Ligue américaine, huit matchs derrière Cleveland et à deux matchs et demi d'une place en éliminatoires.

### Honneurs
Le 28 mars 2004, Brad Ausmus est intronisé au Jewish Sports Hall of Fame.